# Trofal·làxia

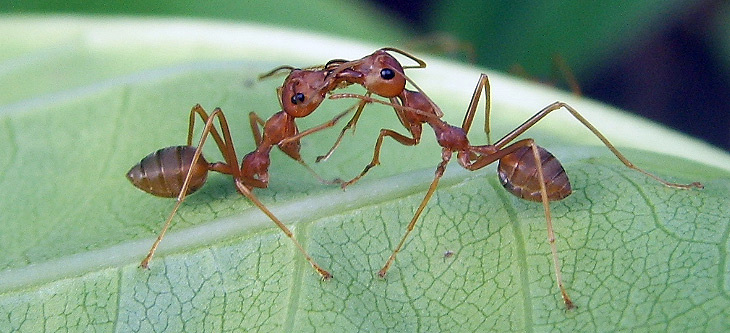
Trofal·làxia en una formiga d'Australàsia O. smaragdina, Tailàndia.

La trofal·làxia o trofal·laxis és la transferència d'aliments o altres fluids entre les membres d'una societat d'insectes que es pot fer de boca a boca (estomodeal) o d'anus a boca (proctodeal) en els insectes socials més desenvolupats com les formigues, els tèrmits, vespes i abelles. Aquest terme va ser introduït per l'entomòleg William Morton Wheeler el 1918. Aquest comportament es va usar en el passat per explicar l'origen del component social d'alguns insectes. August Forel també va creure que la trofol·làxia era una clau en les societats d'insectes.
En les formigues, els individus d'una colònia emmagatzemen aliment i fan bescanvis amb altres membres de la colònia i les larves en una mena d'"estómac comunitari" per la colònia. Els tèrmits i paneroles, la trofol·làxia proctodeal és crucial per substituir els endosimbionts del tracte digestiu que es perden després de cada muda. Això no s'ha de confondre amb la coprofàgia.
Alguns vertebrats com els ocells i el llop gris també alimenten els seus joves amb la trofal·làxia. També ho fan els ratpenats vampirs.
La trofal·làxia serveix per a la comunicació animal, com a mínim en les abelles i les formigues en aquest cas estén les olors.